# Notviken
Notviken est un quartier de Luleå, en Suède.

## Description
Notviken est un quartier de Luleå, situé à la sortie ouest du centre-ville de Luleå, le long de la route nationale 97.
Au sein du quartier de Notviken se trouve une zone résidentielle à Tunastigen, connue sous le nom de Tuna.
Les quartiers voisins sont Mjölkudden et Porsön.
Les immeubles résidentiels de Notviken appartiennent à la société de logement social Lulebo AB. 
Lulebo a procédé à d'importantes rénovations et rafraîchissements du quartier au cours des premières années du XXIème siècle.

## Services
Entre Notviken et Tunastigen, se trouve l'école primaire Tunaskolan.
Notvikens IK est l'association sportive du quartier qui existe depuis 1933.
NIK organise des matchs de football, de floorball et de hockey sur glace, 
Les activités de football se déroulent dans l'installation de Tunavallen,.
Le port de plaisance de Notviken permet d'ammarer son bateau.

## Transports
Depuis 2011, les trains régionaux de Norrtåg s'arrêtent à Notviken. 
L'arrêt Notviken est situé à un peu plus d'un kilomètre du campus de l'université de technologie de Luleå.
La lignes de bus 5 s'arrête à la gare de Notviken depuis 2014.
| Ligne | Trajet                                      | Longueur | Arrêts | Réfs.   |
| ----- | ------------------------------------------- | -------- | ------ | ------- |
| 1     | Hertsön - Centrum - Hôpital de Sunderby     | 25,5 km  | 36-37  | Ligne 1 |
| 1     | Hôpital de Sunderby - Centrum - Hertsön     | 25,5 km  | 38-39  | Ligne 1 |
| 2     | Björkskatan - Centrum - Hôpital de Sunderby | 23 km    | 33     | Ligne 2 |
| 2     | Hôpital de Sunderby - Centrum - Björkskatan | 23 km    | 34     | Ligne 2 |
| 3     | Björkskatan - Centrum - Bergnäset           | 12 km    | 26     | Ligne 3 |
| 3     | Bergnäset - Centrum - Björkskatan           | 12 km    | 27     | Ligne 3 |
| 4     | Aéroport de Luleå - Centrum - Aurorum       | 16 km    | 28     | Ligne 4 |
| 4     | Aurorum - Centrum - Aéroport de Luleå       | 16 km    | 28     | Ligne 4 |
| 5     | Hertsön - Centrum - Aurorum                 | 16 km    | 32-33  | Ligne 5 |
| 5     | Aurorum - Centrum - Hertsön                 | 16 km    | 34-35  | Ligne 5 |

## Galerie

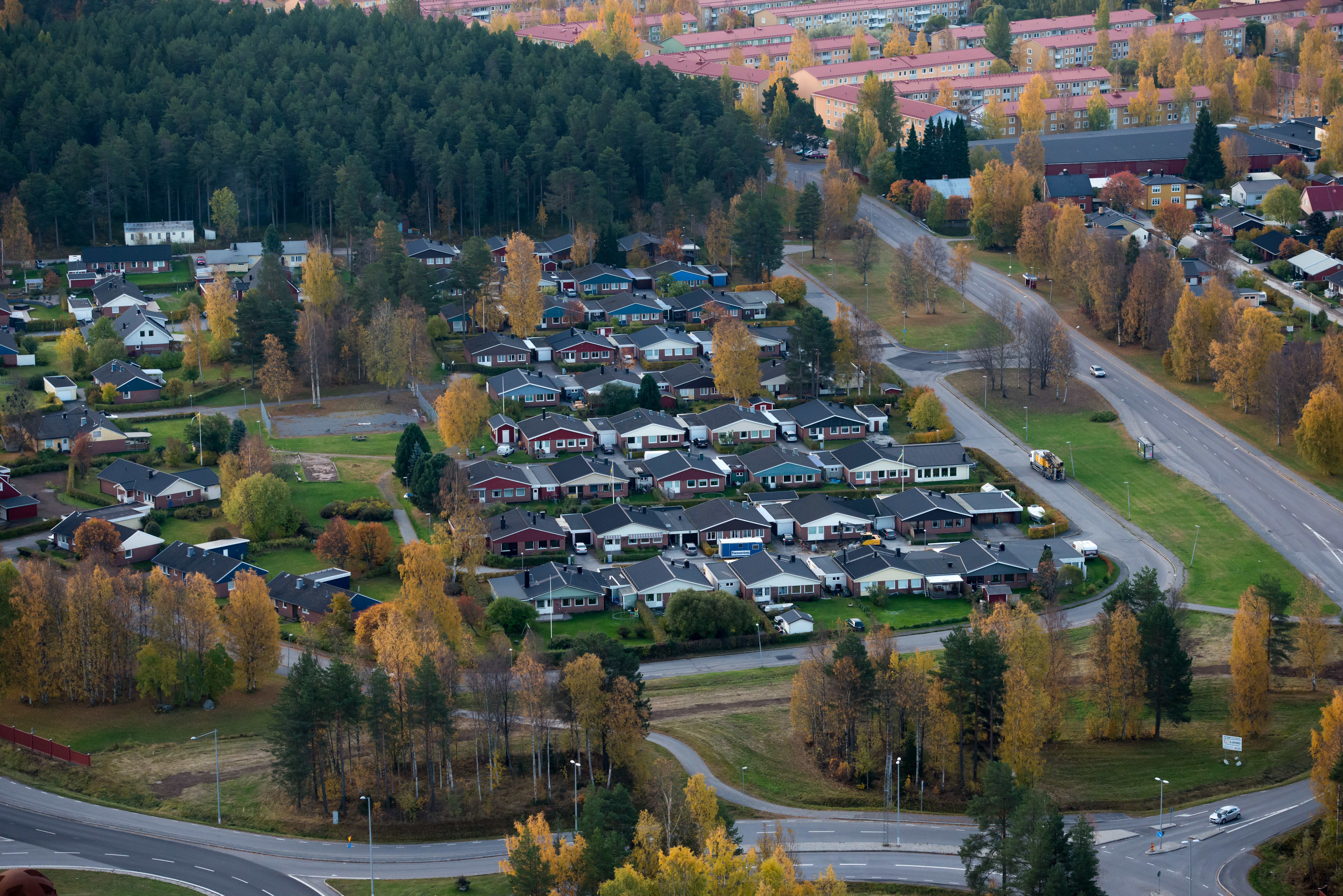
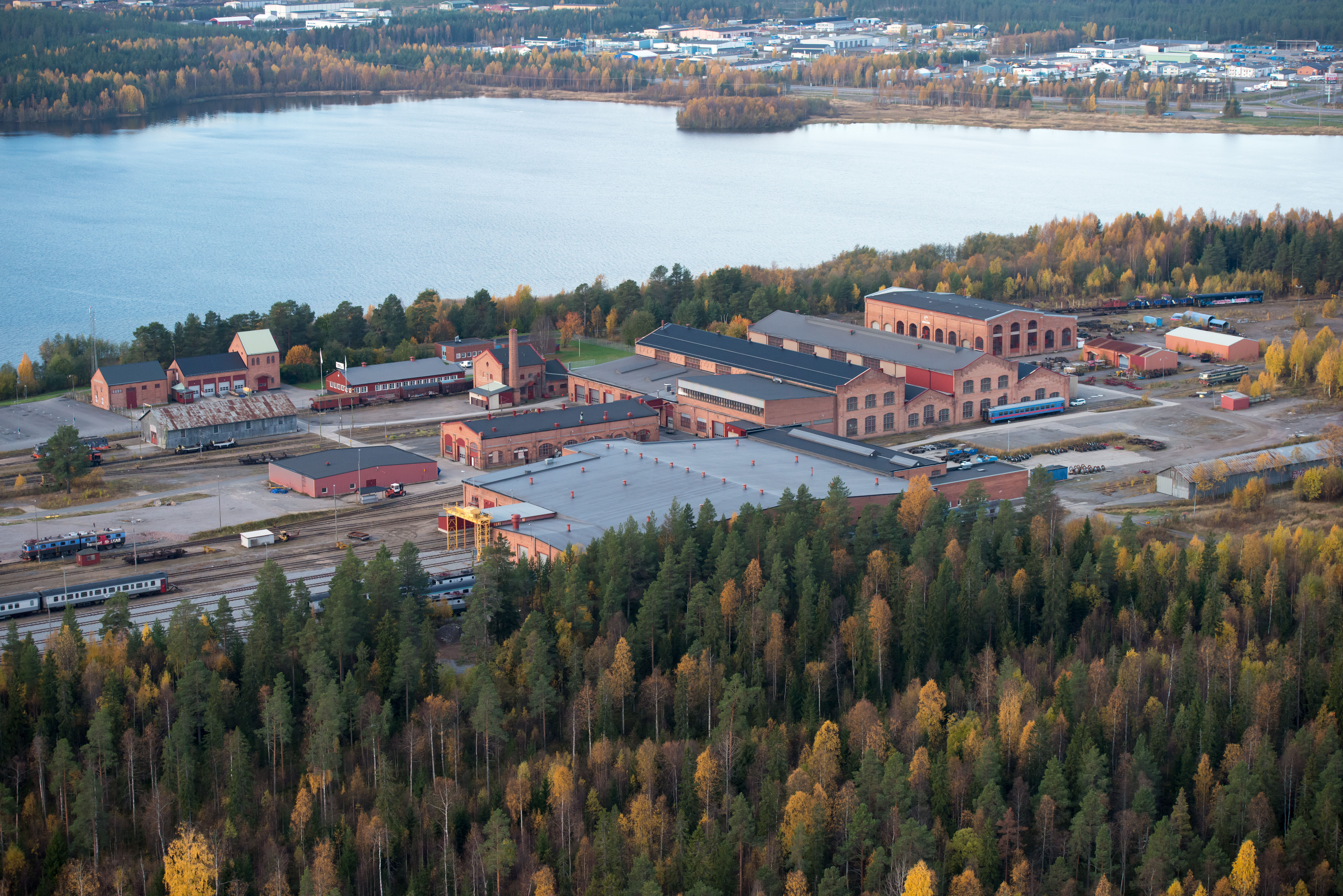
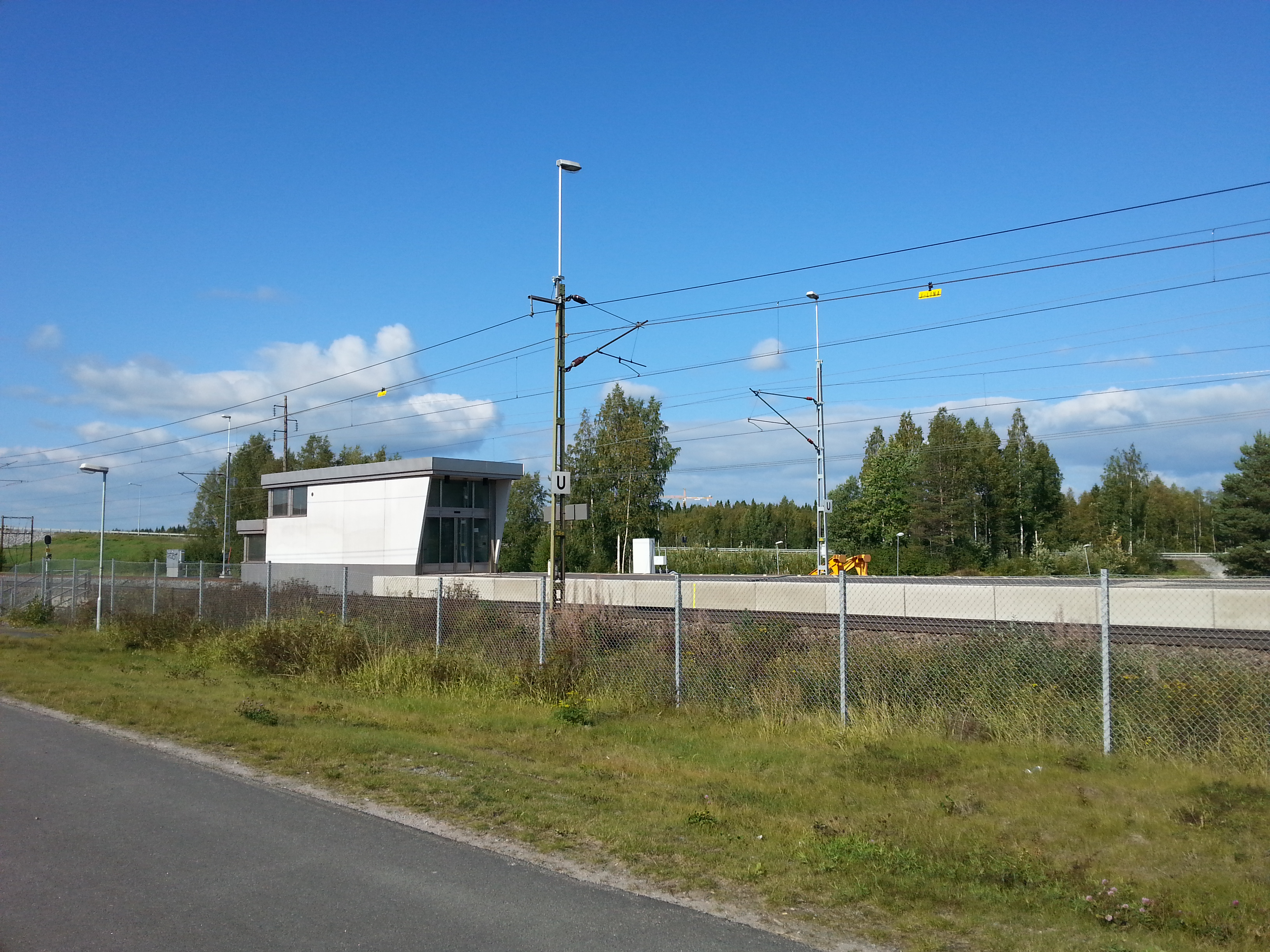
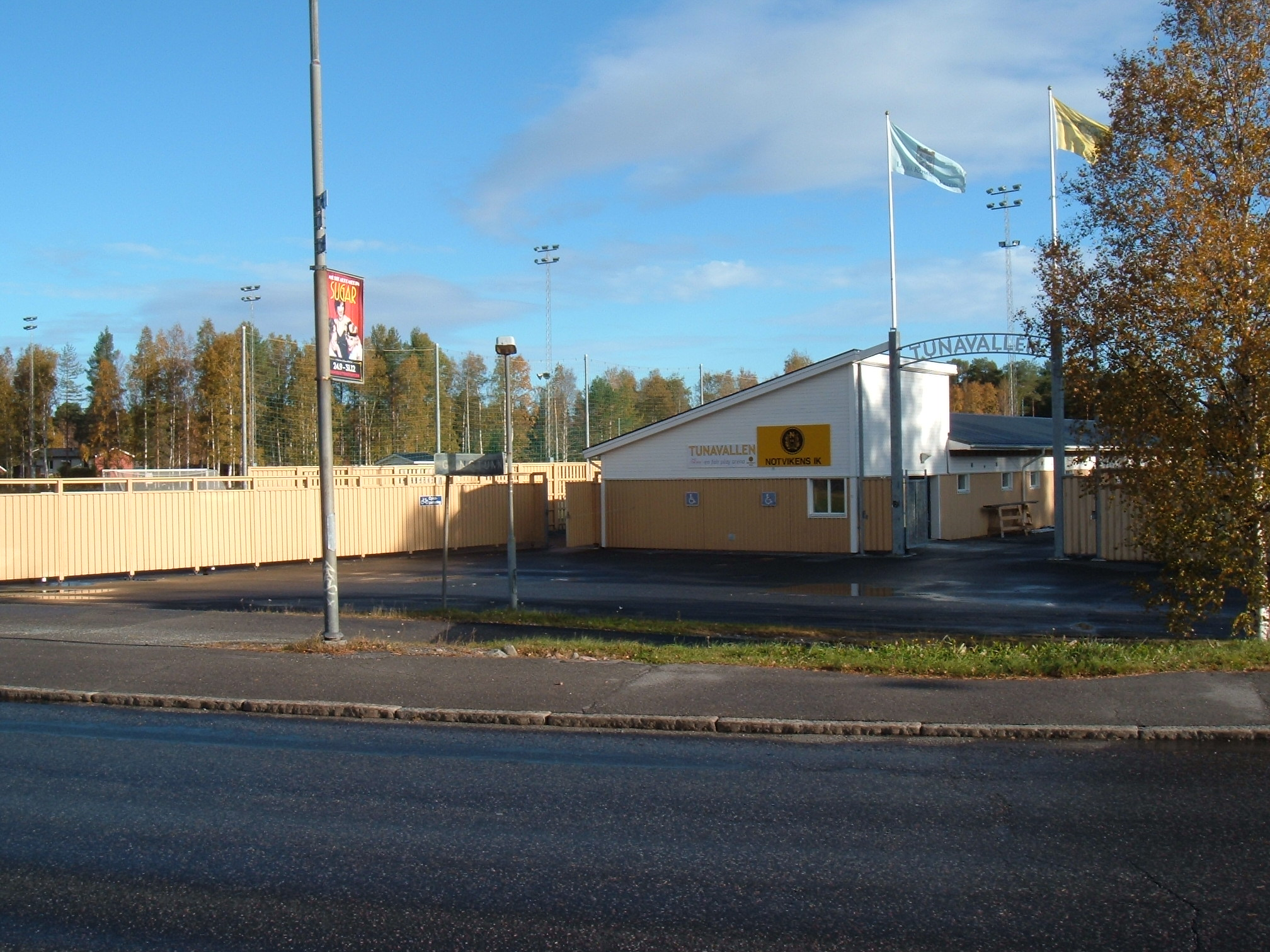